# Mad Dash Racing
Mad Dash Racing est un jeu vidéo de course, développé par Crystal Dynamics et édité par Eidos Interactive, sorti en Amérique du Nord le 15 novembre 2001 et en Europe le 14 mars 2002 sur Xbox exclusivement. C'était un des jeux de lancement de la console sur ces territoires.

## Accueil
- Jeuxvideo.com : 14/20[1]